# Iglesia del antiguo convento de Jesús
La iglesia del antiguo Convento de Jesús (en portugués: Igreja do antigo Mosteiro de Jesus) de la ciudad de Setúbal, región de Lisboa, en Portugal. Es el principal monumento histórico de la ciudad. Es uno de los primeros edificios en estilo manuelino y fue clasificado como Monumento Nacional en 1910. En los claustros del convento se albergan un museo de arte sacro.
El conjunto fue nombrado en 2007 en una iniciativa intergubernamental como Patrimonio europeo, pero no fue refrendado en 2014 con el correspondiente Sello de Patrimonio Europeo de la  Unión Europea.

## Historia
El Convento de Jesús fue fundado hacia el 1490 extramuros de la ciudad por Justa Rodrigues Pereira, una noble, miembro de la corte real. Después del 1491, el rey Juan II de Portugal comenzó a patrocinar la construcción del convento, encargando el proyecto a Diogo de Boitaca, un arquitecto de origen desconocido, probablemente oriundo de Francia, que aquí realizó su primer trabajo en Portugal. Tras la muerte de Juan II en 1495, el rey Manuel I continuó su construcción. 

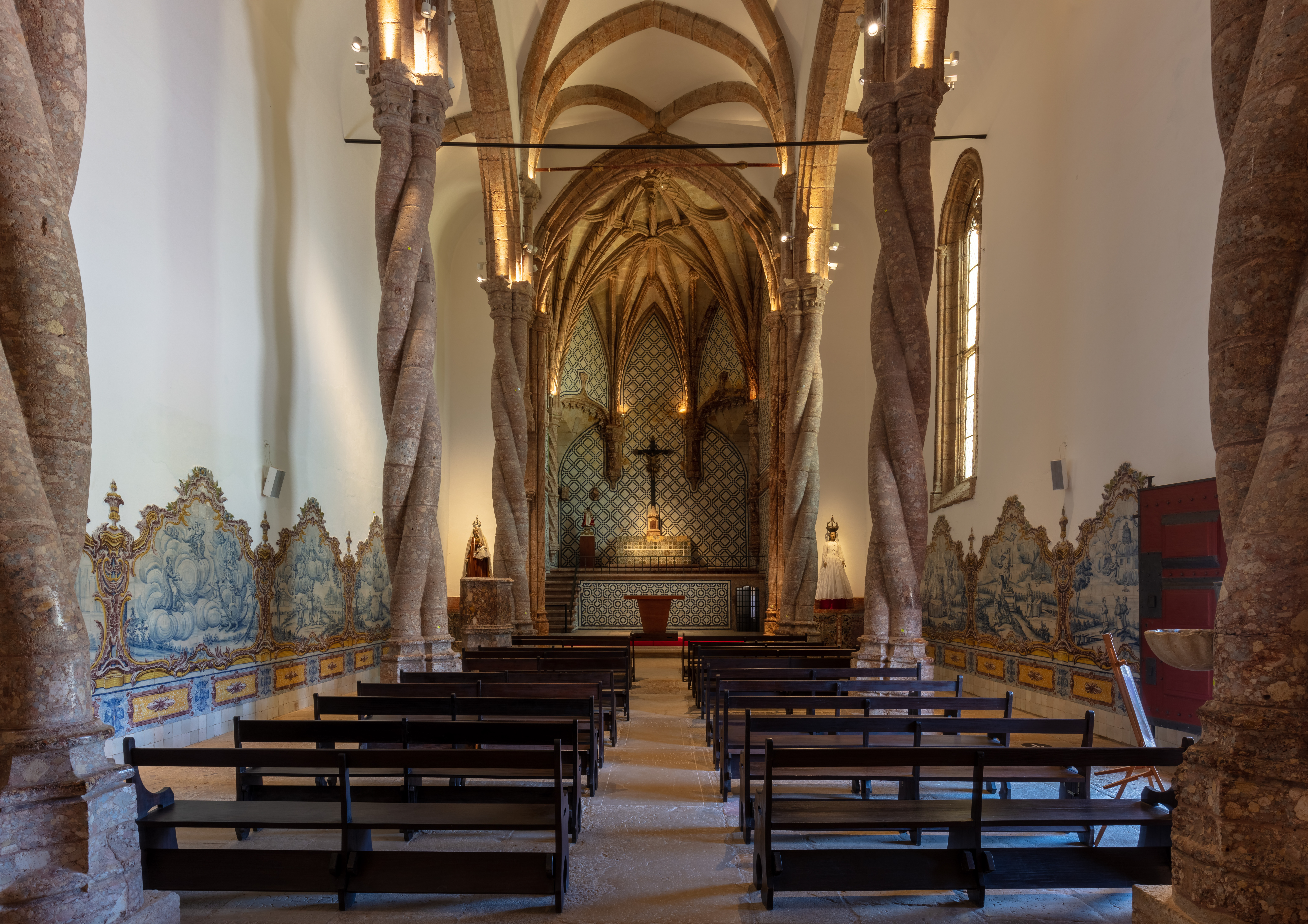
Nave y columnas con el altar en el fondo.

La primera cabecera de la iglesia fue construida entre 1490 y el 1495 y en 1496 las monjas de la Orden de Santa Clara estaban ya viviendo en el convento. En 1494 fue ratificado aquí el Tratado de Tordesillas, firmado entre la Corona de Castilla y el Reino de Portugal, y que dividió entre ambos las tierras descubiertas y por descubrir fuera de Eruopa. Después del 1495, bajo el reinado de Manuel I, se decidió la construcción de tres naves cubiertas con techo de piedra, en lugar de la nave única con techo de madera, proyectada originalmente. La cabecera  fue reconstruida a mediados del siglo XV al ser considerada demasiado pequeña. Justa Rodrigues Pereira y su familia fueron enterrados en la cripta de la iglesia, situada bajo el altar. Entre 1520-1530 fue instalado en el altar un retablo-considerado como uno de los más notables conjuntos de arte renacentista en Portugal-que se encuentra expuesto en la Galería de Pintura Renacentista, anexa a la iglesia. 
Durante la primera mitad del siglo XVI, Jorge de Lescastre, hijo bastardo de Juan II y Maestro de la Orden de Santiago, dio al convento la amplia área que se encuentra delante de la fachada sur, conocida como Terreiro de Jesus (Plaza de Jesús). Él encargó la elegante cruz hecha de brecha (una piedra típica de la Sierra da Arrábida), erigida en honor al patrón del convento, Jesucristo, que fue colocada cerca del ábside de la iglesia. En eEl siglo XIX la cruz fue trasladada al centro de la plaza. La iglesia y el convento fueron severamente dañados por el gran terremoto de 1755. Los terremotos de 1531, 1858, 1909 y 1969 infligieron daños menores.
Funcionó como hospital hasta el año 1959. A partir de 1961 albergó el Museo de Setúbal y su archivo, para después de la Revolución de los Claveles pasar a ser lugar de celebración de espectáculos de música y teatro, los cual acrecentó la degradación del edificio que ya arrastraba desde hacía años. Por razones de seguridad, el museo se cerró en 1991. En 2002 se asumió que había que rehabilitar el monumento y hasta 2012 no se preparó el proyecto de acondicionamiento que finalizaría su primera fase en 2015. En 2020 han finalizado las obras con musealización de las salas expositivas del museo tras una inversión de más de 8 millones de euros. La reapertura oficial tuvo lugar el 11 de octubre de 2020.

## Arte y arquitectura

### Exterior

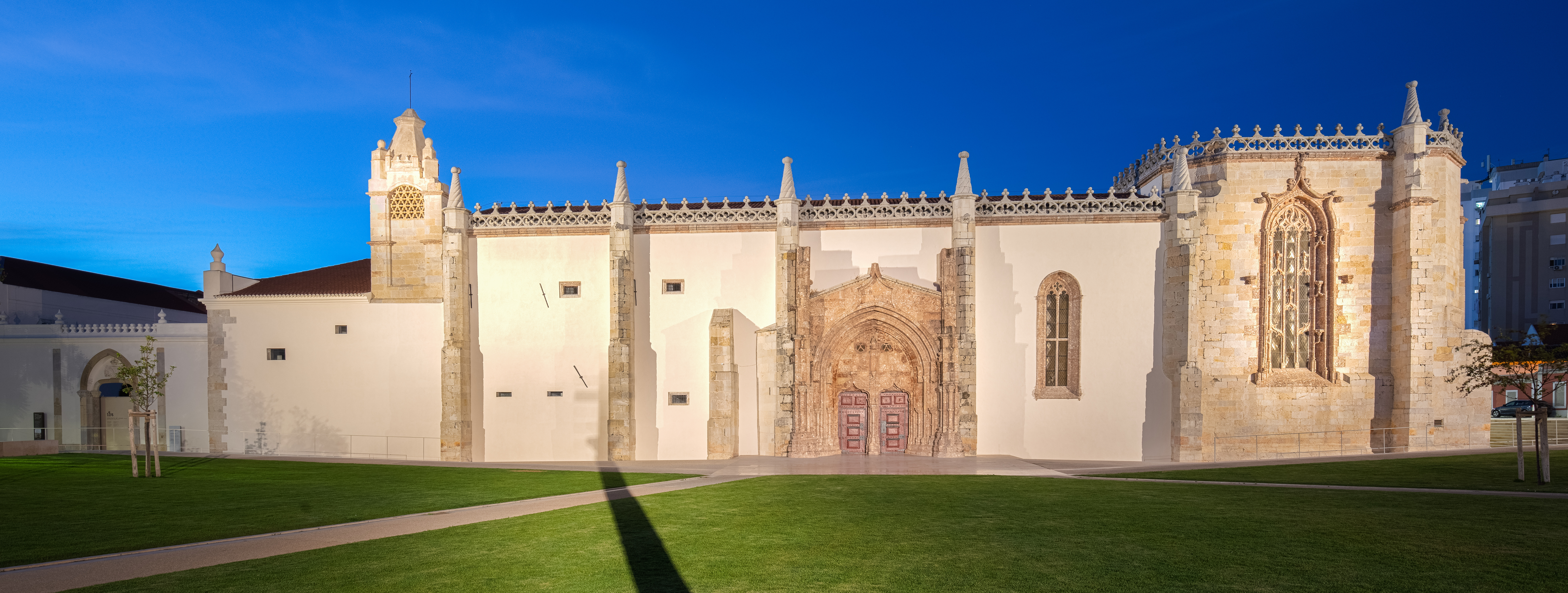
Exterior del convento.

La iglesia del Convento de Jesús, construida entre 1490 y el 1510, es un monumento muy importante de la arquitectura portuguesa, ya que es el edificio más antiguo conocido en el que fueron utilizados motivos del estilo manuelino. La fachada sur de la iglesia, orientada a la Plaza de Jesús, es la fachada principal del edificio. Visto desde la plaza, la iglesia combina dos diferentes volúmenes: una nave rectangular y un ábside poligonal, más alto que la nave, situado al este del edificio. El campanario se encuentra en la parte oeste de la fachada. Las paredes y las bóvedas del techo de la iglesia están soportadas por una serie de contrafuertes escalonados a lo largo de las paredes exteriores de la nave y el ábside, consecuencia de la intervención manuelina. Cada contrafuerte está decorado con gárgolas y pináculos roscados, mientras las paredes superiores de la iglesia tienen almenas decorativas.
El portal principal está situado en el centro de la fachada sur y fue el último elemento de la fachada en ser construido. Este portal, que ha quedado inacabado, es prominente en relación con la fachada y tiene varias arquivoltas con nichos vacíos. Está decorado con alusiones a la vida conventual y la orden franciscana. La repetición de la letra Y (que equivaldría a la J) puede ser tanto una referencia a Jesús como el nombre de la fundadora del convento. El tímpano está decorado con dos letras "A" insertadas a una "O". Un parteluz divide la entrada en dos arcos gemelos. La parte sur del ábside está decorada con un ventanal con parteluces y tracería tardo-gótica que ilumina el altar.

### Interior

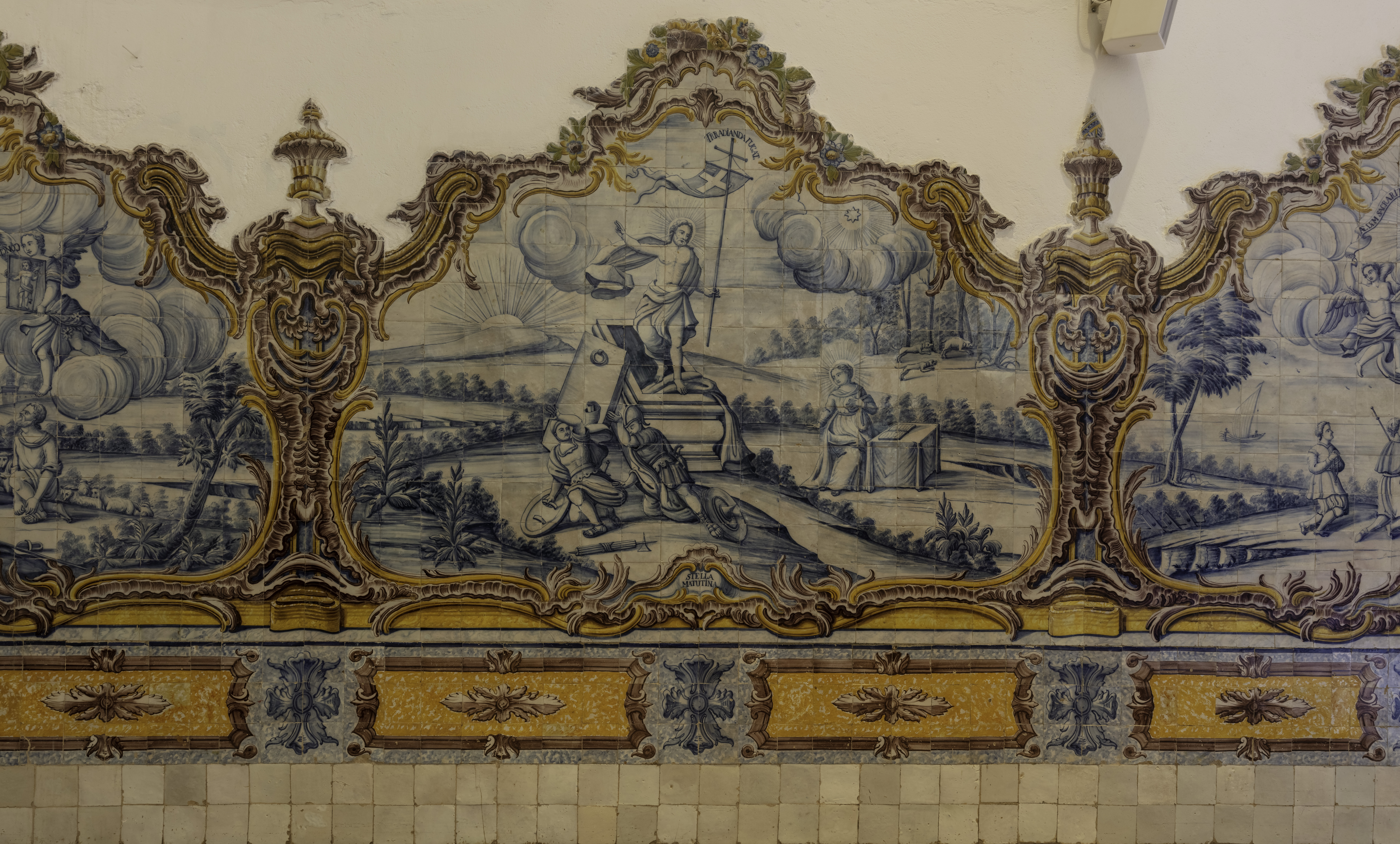
Azulejo Stella matutina.

La iglesia es más bien estrecha y está formada por una nave con dos pasillos laterales de la misma altura, unificando el espacio interior, una característica que sería encontrada en los espacios manuelinos posteriores como, la nave de la iglesia del Monasterio de los Jerónimos de Belém.
Cada pilar de la nave, soporta un arco ojival, está compuesto por tres subcolumnes entrelazadas realizadas en piedra, evocando las columnas salomónicas. Estas columnas espirales serían, también, un motivo típico de los posteriores edificios manuelinos, como, la Catedral de Guarda. Los pasillos laterales están sostenidos por semi-bóvedas de cañón que funcionan como arbotantes y se conjugan con los contrafuertes de la fachada. 
El altar tiene forma cuadrada. Está cubierta por una exuberante bóveda de crucería tardo-gótica con claves de bóveda decorativas. Algunos de los nervios de la bóveda tienen la forma de cuerdas enroscadas, otra vez anticipando un tema común en las bóvedas manuelinas de todo el país. El altar mayor y el púlpito datan del siglo XVIII. Las paredes interiores del ábside están decoradas con azulejos blanco y azules con tramas geométricas, mientras que los azulejos de las paredes laterales representan escenas de la vida de la Virgen María.